# Torhaus (Münsterschwarzach)

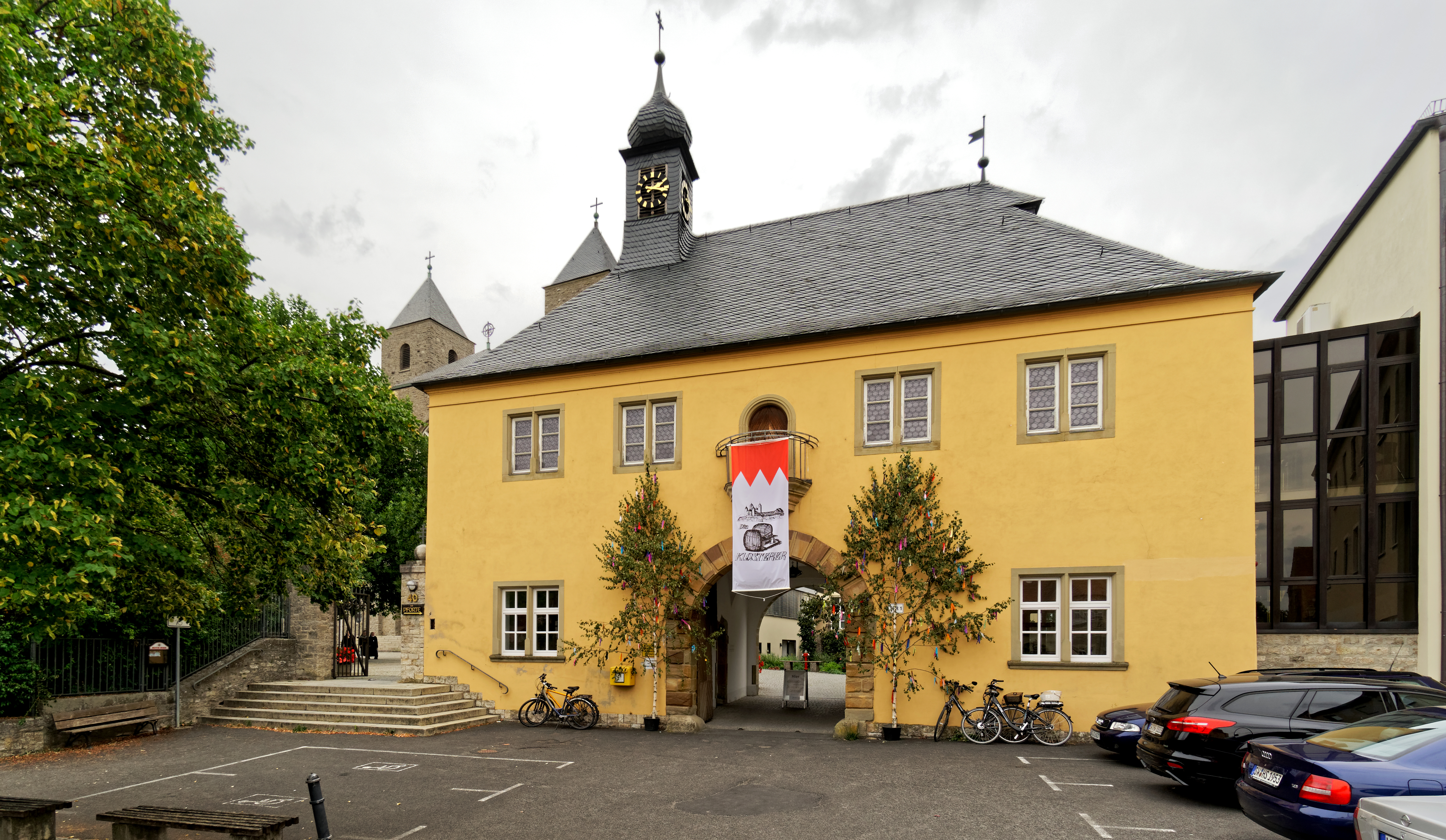
Das Torhaus als Eingang zur Abtei

Das sogenannte Torhaus (auch Pfortenhaus) bildet den Eingang zum Klostergelände der Abtei Münsterschwarzach im unterfränkischen Landkreis Kitzingen. Das Torhaus entstand bereits im 17. Jahrhundert und wurde zu Beginn des 20. Jahrhunderts von den Missionsbenediktinern mit einer Kapelle ausgestattet.

## Geschichte
Das Torhaus kann als einer der ältesten, erhaltenen Überreste des alten Klosters Münsterschwarzach gelten. Das ältere Klosterareal, das bereits im Frühmittelalter an der nahezu gleichen Stelle entstand, besaß hier ein Tor. Unmittelbar vor dem Vorgängerbau des Torhauses lag eine Kreuzung, die zwischen der Furt bei Schwarzenau, dem Steigerwald und der Straße nach Volkach vermittelte. Im Spätmittelalter entstand an dieser Kreuzung der sogenannte Kreuzigungsbildstock, der noch heute in Sichtweite des Torhauses steht.
Nach dem Dreißigjährigen Krieg, der das Kloster verwüstet hatte, begann unter Abt Remigius Winckel der Wiederaufbau. Neben der Klostermühle entstanden auch Teile der Klostermauern neu. Das alte Torhaus war einsturzgefährdet und sollte ebenfalls neu gebaut werden. 1652 war der neue Torbau, der von Grund auf aus Steinen neu errichtet wurde, fertiggestellt. Als Baumeister verpflichtete Remigius Winckel den Architekten Andreas Toniolus, der für sein Werk insgesamt 600 Gulden erhielt.

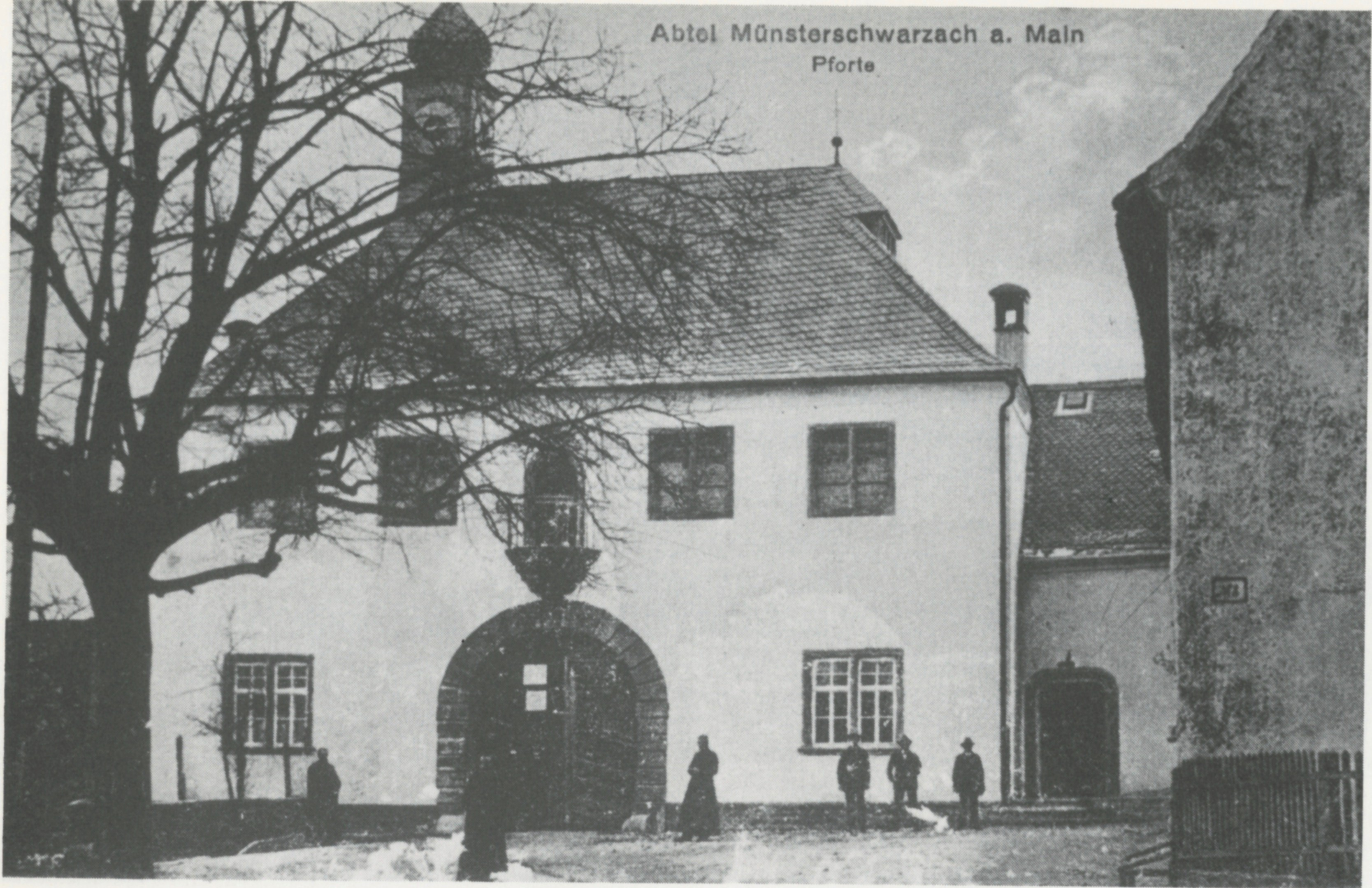
Das Torhaus auf einer Fotografie von 1914

Bereits kurz nach der Fertigstellung klärte eine Urkunde über die Innenarchitektur des Torhauses auf. Hier waren eine Pförtnerwohnung untergebracht und ein Heizraum, in dem sich die Hörigen des Klosters aufwärmen konnten. Das Obergeschoss beinhaltete eine Küche, einen weiteren Heizraum, zwei Schlafräume und einen Kornboden. Hier war die Wohnung der Sekretäre untergebracht. Burkard Bausch, der Chronist des Klosters, stellte in seiner Klosterchronik 1698 auch das Torhaus dar. Oberhalb des Durchgangs war wohl ein kleiner Erker angebracht.
Nach der Auflösung des Klosters im Zuge der Säkularisation wurde das Klostergelände an Privatleute verkauft. Anders als die barocke Klosterkirche blieb das Torhaus bestehen und bildete noch zu Beginn des 20. Jahrhunderts den Eingangsbereich zu dem inzwischen zu einem Hofgut umgewandelten Klosterareal. 1913 erwarben die Missionsbenediktiner von St. Ottilien das Gelände des ehemaligen Klosters. Da nur wenige Baulichkeiten noch bewohnbar waren, rückte das Torhaus in den Mittelpunkt.
Die Mönche richteten sich in dem Torhaus häuslich ein. Bereits am 7. August 1913 wurde in den Räumlichkeiten erstmals die Eucharistie gefeiert. Bis zum 21. Dezember richtete man in dem Bauwerk eine Kapelle ein, die für die Mönche und die Menschen der Umgebung offenstand. Im Zuge der Kapellenweihe erhielt das Haus nun auch einen kleinen Dachreiter. Das Torhaus bildet heute den Eingangsbereich für die wieder erstandene Abtei. Es wird vom Bayerischen Landesamt für Denkmalpflege als Baudenkmal eingeordnet, es bildet zugleich die Grenze des Bodendenkmals Kloster Münsterschwarzach.

## Beschreibung
Das Torhaus präsentiert sich als schlichter Walmdachbau, dem ein Dachreiter auf der Nordseite aufgesetzt wurde. Der Tordurchgang entstand zentral, darüber ist ein kleiner Balkon zu finden, der wohl auf den hier befindlichen Erker früherer Zeiten hinweist. Der Durchgang selbst ist mit Bruchsteinen begrenzt. Im Inneren des Durchgangs ist das Wappen des Abtes Remigius Winckel als Auftraggeber zu finden. Eine Inschrift nennt außerdem den Baumeister.